# Жуайезы
Жуайезы (фр. Maison de Joyeuse) — дворянский род во Франции. Виконтство Жуайез преобразовано в герцогство в 1581 году указом Генриха III для поднятия престижа его миньона Анна де Жуайеза.
- Гийом II (1520—1592), виконт де Жуайёз — Сын Жана де Жуайеза и Франсуазы де Вуазен, сеньоры д’Арк. Маршал Франции (1592). Женат на Марии Батарне. Далее приведены их дети.
  - Анн (1561—1587), первый герцог де Жуайёз (1581—1587) — миньон Генриха III, губернатор Нормандии, адмирал Франции.
  - Франциск (1562—1615), герцог де Жуайез (1587—1590) — кардинал, архиепископ Нарбоннский, Тулузский, затем Руанский, папский легат во Франции.
  - Антуан-Сипьон (1565—1592), герцог де Жуайез (1590—1592) — госпитальер, великий приор Тулузский.
  - Генрих (1567—1608), герцог де Жуайез (1592—1608) — капуцин, деятельный член Лиги. Женат на Катерине де Ногаре де ла Валетт (1566—1587).
  - Жорж де Жуайез (1567—1584).
  - Онора де Жуайез (умер в детстве).
  - Клод де Жуайез (1569—1587), сеньор де Сен-Совье.

- Генриетта Катерина (1585—1656), герцогиня де Жуайгз (1608—1647) — дочь Генриха де Жуайёза. Была замужем дважды: за Генрихом де Бурбон-Монпансье, затем за Карлом I де Гизом, главой дома Гизов. По первому браку приходится бабушкой по материнской линии Анне де Монпансье. В 1647 году передала герцогство Жуайёз своему сыну от второго брака Людовику Лотарингскому.